# Przyłęk Duży
Przyłęk Duży – wieś w Polsce położona w województwie łódzkim, w powiecie brzezińskim, w gminie Rogów.
W latach 1975–1998 miejscowość administracyjnie należała do województwa skierniewickiego.

## Zabytki
Według rejestru zabytków Narodowego Instytutu Dziedzictwa na listę zabytków wpisany jest obiekt:
- dom (chałupa), drewn., 1860, nr rej.: 353-I-16 z 20.09.1947